# Clifton James (Musiker)
Clifton James (* 2. Oktober oder 7. Oktober 1936 in Chicago, Illinois; † 16. Februar 2006 ebenda) war ein amerikanischer Bluesmusiker, der Schlagzeug spielte.

## Leben
Clifton James war einer von einem halben Dutzend grundlegender Schlagzeuger in Chicago. Für sechzehn Jahre, von 1954 bis 1970, ist sein Name eng mit dem von Bo Diddley verbunden, und damit auch mit dem „Bo Diddley-Beat“. Er spielte auch auf verschiedenen Aufnahmen von Chess Records von Sonny Boy Williamson II., Muddy Waters und Buddy Guy.
Clifton James brachte auch den Blues zu neuen Hörerschichten, als Mitte der 1960er-Jahre das Interesse an dieser Musik in den USA abnahm. Als Mitglied der Chicago Blues Allstars, die von Willie Dixon zusammengestellt wurden, tourte er in Europa, den USA und Kanada. Auch als Mitglied der Band bei Sonny Williamsons europäischen Aufnahmen, die Chicago Blueskünstler mit Teilen der englischen Yardbirds verband, ist er zu hören. James sang auch gelegentlich bei verschiedenen Allstarbesetzungen.
Der Rolling Stone listete James 2016 auf Rang 30 der 100 größten Schlagzeuger aller Zeiten.

## Diskographie

### Als Gastmusiker
- 1957:  Blow the Back off It – Billy Boy Arnold
- 1964:  Folk Singer – Muddy Waters
- 1966:  Going to Chicago – Billy Boy Arnold
- 1967:  More Real Folk Blues – Sonny Boy Williamson II
- 1968:  Last Night’s Dream – Johnny Shines
- 1969:  Koko Taylor – Koko Taylor
- 1969:  Midnight Jump – Sunnyland Slim
- 1970:  I Am the Blues – Willie Dixon
- 1972:  This Is My Story – Sonny Boy Williamson II
- 1974:  Chicago 63 – Willie Mabon
- 1976:  Chicago Golden Years – Sonny Boy Williamson II
- 1977:  King of the Jungle – Eddie C. Campbell
- 1977:  What It Takes: The Chess Years – Koko Taylor
- 197?:  Don’t Make a Mistake – Sonny Boy Williamson II
- 1979:  Got to Use Your Head – Buddy Guy
- 197?:  Willie Dixon’s Peace? – Willie Dixon
- 1985:  Willie Dixon: Live (Backstage Access) – Willie Dixon
- 1997:  American Folk Blues Festival ’62–‘65: Highlights
- 2006:  Howlin’ the Blues – Howlin’ Wolf
- 2006:  Spoonful of Blues – Willie Dixon / Johnny Winter
- 2007:  American Folk Blues Festivals 1963–1966: The British

### Mit Bo Diddley
- 1958: Bo Diddley
- 1959: Go Bo Diddley
- 1960: Have Guitar Will Travel
- 1960: Bo Diddley in the Spotlight
- 1960: Bo Diddley Is a Gunslinger
- 1961: Bo Diddley Is a Lover
- 1962: Bo Diddley’s a Twister
- 1962: Bo Diddley
- 1962: Bo Diddley & Company
- 1963: Surfin’ with Bo Diddley
- 1963: Bo Diddley’s Beach Party
- 1964: Bo Diddley’s 16 All-Time Greatest Hits
- 1964: Two Great Guitars (mit Chuck Berry)
- 1965: Hey Good Lookin’
- 1965: 500% More Man
- 1966: The Originator
- 1967: Super Blues (mit Muddy Waters & Little Walter)
- 1967: Super Super Blues Band (mit Muddy Waters & Howlin’ Wolf)
- 1970: The Black Gladiator
- 1990: Chess Box
- 1993: Bo’s Blues
- 2006: Bo’s the Man
- 2007: Definitive Collection
- 2007: I’m a Man: The Chess Masters, 1955–1958